# 溝口智子
溝口智子（みぞぐち さとこ、1976年 - ）は、日本の女性ライトノベル作家である。他名義に「水無月子」（BL作品執筆用）がある。

## 概要
福岡県出身・在住。2015年の第1回お仕事小説コンでは、かめかめ名義で投稿した小説『万国菓子舗 お気に召すまま～お菓子、なんでも承ります。～』がグランプリを受賞し、2016年3月に同作でデビューした。同作はライト文芸専門レーベル「マイナビ出版ファン文庫」の第一弾となる小説の一つに選ばれている。講談社文芸ニュースサイトの「tree」が主催している「2021年上半期 エッセイ＆ノンフィクションコンテスト」では作品『子宮なんかいらない』（章題: おぎゃあ おぎゃあ おぎゃあ）で受賞を果たしている。基本的には、実際に食べたことがあるお菓子しか作品で登場させないようにしているため、近所で取り扱っている店がないようなお菓子に関しては、取材と称して自作している。

## 作品一覧

### 主著（溝口智子名義）
- 『万国菓子舗お気に召すまま』シリーズ（イラスト: げみ、マイナビ出版ファン文庫〈マイナビ出版〉）
  1. 「～お菓子、なんでも承ります。～」、2016年3月17日[9]、ISBN 978-4-8399-5817-6
  2. 「～薔薇のお酒と思い出の夏みかん～」、2016年8月23日[10]、ISBN 978-4-8399-6030-8
  3. 「～花冠のケーキと季節外れのサンタクロース～」、2017年6月21日[11]、ISBN 978-4-8399-6345-3
  4. 「～遠い約束と蜜の月のウェディングケーキ～」、2017年11月20日[12]、ISBN 978-4-8399-6483-2
  5. 「～満ちていく月と丸い丸いバウムクーヘン～」、2018年8月20日[13]、ISBN 978-4-8399-6720-8
  6. 「～秘めた真珠と闇を照らす光の砂糖菓子～」、2018年9月21日[14]、ISBN 978-4-8399-6721-5
  7. 「～幼き日の鯛焼きと神様のお菓子～」、2019年5月21日[15]、ISBN 978-4-8399-6855-7
  8. 「～雪の名前と甘いレモンコンポート～」、2020年4月17日[16]、ISBN 978-4-8399-7149-6
  9. 「～真珠の指輪とお菓子なたこ焼き～」、2021年2月19日[17]、ISBN 978-4-8399-7501-2
- 『五百津刺繍工房の日常』（イラスト: 海島千本、2020年7月17日、マイナビ出版ファン文庫〈マイナビ出版〉、ISBN 978-4-8399-7147-2）[18]

### アンソロジー
- 『書店であった泣ける話 1冊1冊に込められた愛』（共著、2020年6月10日、ファン文庫Tears〈マイナビ出版〉、ISBN 978-4-8399-7331-5）[19]
- 『会社であった泣ける話 職場でこぼれた一筋の涙』（共著、2020年6月10日、ファン文庫Tears〈マイナビ出版〉、ISBN 978-4-8399-7330-8）[20]
- 『電車であった泣ける話 あの日、あの車両で』（共著、2020年6月10日、ファン文庫Tears〈マイナビ出版〉、ISBN 978-4-8399-7332-2）[21]
- 『動物の泣ける話 君からもらった幸せの思い出』（共著、2020年6月10日、ファン文庫Tears〈マイナビ出版〉、ISBN 978-4-8399-7329-2）[22]
- 『交差点であった泣ける話 人生と思いが交わる運命の場所』（共著、2020年7月10日、ファン文庫Tears〈マイナビ出版〉、ISBN 978-4-8399-7398-8）[23]
- 『旅先であった泣ける話 そこで向き合う本当の自分』（共著、2020年8月13日、ファン文庫Tears〈マイナビ出版〉、ISBN 978-4-8399-7434-3）[24]
- 『コンビニであった泣ける話 日常の中で起きた非日常の出来事』（共著、2020年10月13日、ファン文庫Tears〈マイナビ出版〉、ISBN 978-4-8399-7431-2）[25]
- 『京都であった泣ける話』（共著、2021年1月14日、ファン文庫Tears〈マイナビ出版〉、ISBN 978-4-8399-7514-2）[26]
- 『卒業式であった泣ける話』（共著、2021年2月10日、ファン文庫Tears〈マイナビ出版〉、ISBN 978-4-8399-7515-9）[27]
- 『美容室であった泣ける話』（共著、2021年3月10日、ファン文庫Tears〈マイナビ出版〉、ISBN 978-4-8399-7516-6）[28]
- 『動物園であった泣ける話』（共著、2021年4月13日、ファン文庫Tears〈マイナビ出版〉、ISBN 978-4-8399-7517-3）[29]
- 『東京駅・大阪駅であった泣ける話』（共著、2021年5月18日、ファン文庫Tears〈マイナビ出版〉、ISBN 978-4-8399-7608-8）[30]
- 『同窓会であった泣ける話』（共著、2021年7月13日、ファン文庫Tears〈マイナビ出版〉、ISBN 978-4-8399-7694-1）[31]
- 『アイドルの泣ける話』（共著、2021年8月17日、ファン文庫Tears〈マイナビ出版〉、ISBN 978-4-8399-7695-8）[32]
- 『将棋であった泣ける話』（共著、2021年9月13日、ファン文庫Tears〈マイナビ出版〉、ISBN 978-4-8399-7696-5）[33]
- 『横浜・神戸であった泣ける話』（共著、2021年10月13日、ファン文庫Tears〈マイナビ出版〉、ISBN 978-4-8399-7697-2）[34]